# Frutose

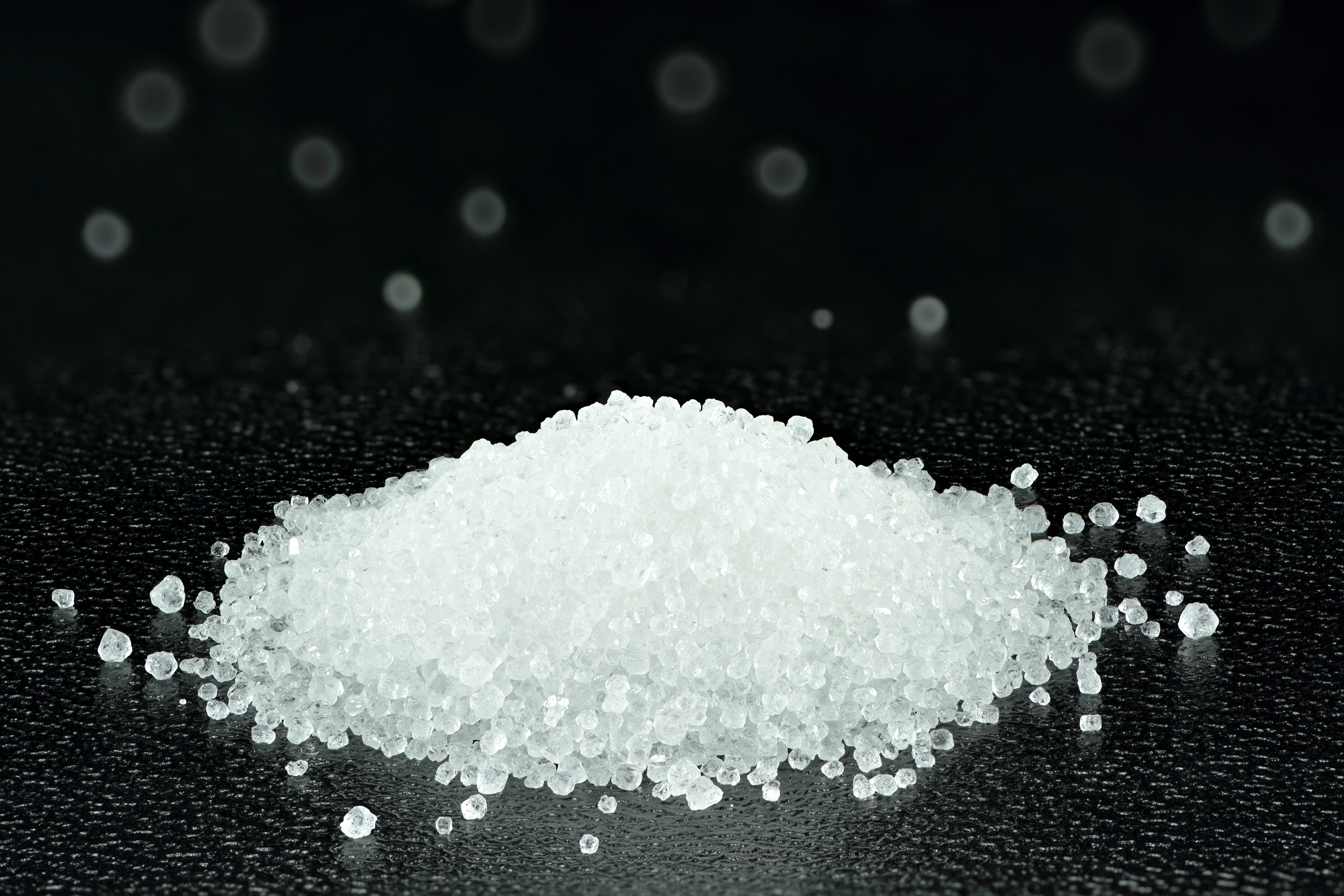
Frutose

Frutose (pronúncia: /fɾuˈtɔzɨ/) ou levulose (/levuˈlɔzɨ/), também conhecida como açúcar das frutas, é um monossacarídeo (C6H12O6), com os carbonos dispostos em anel, muito encontrado em frutas.
O nome "frutose" foi inventado em 1857 pelo químico inglês William Miller. Pura, a frutose desidratada é muito doce, incolor, sem odor, sólida e cristalina. É o açúcar mais solúvel em água de todos.
É também conhecida como levulose, pois uma solução saturada é capaz de transformar luz linearmente polarizada em luz circularmente polarizada, com giro vetorial para esquerda.A frutose é um dos constituintes, junto a glicose, da sacarose (β-D-Frutofuranosil α-D-glicopiranosida), o açúcar refinado comum, e de outros polímeros denominados fructans ou inulina. Além de ser menos doce que a frutose, a sacarose é um dissacarídeo encontrado principalmente na cana-de-açúcar. Cerca de 240.000 toneladas de frutose cristalizada são produzidas anualmente.
A frutose também é encontrada em cereais, vegetais e no mel.
No organismo humano, a frutose é fosforilada a frutose-6-fosfato pela hexoquinase, seguindo, posteriormente, para a glicólise onde é metabolizada a ATP. No fígado, contudo, a frutose é transformada em gliceraldeído-3-fosfato e só depois entra na via glicolítica. Desta forma, entra depois do maior ponto de regulação da actividade glicolítica, a reacção catalisada pela cínase da frutose fosforilada. Assim, um consumo excessivo de frutose leva a uma saturação da via glicolítica, o que leva à formação de elevadas quantidades de acetil-CoA o que aumenta a biossíntese de ácidos graxos, provocando acumulação de gorduras no tecido adiposo. O esperma humano é rico em frutose.
A frutose e a glicose estão fortemente presentes nas uvas, e são a base química do vinho. A ação de leveduras sobre esses açúcares (e nunca sobre sacarose) faz a transformação dos açúcares em álcool etílico e gás carbônico.
A maior parte da frutose vendida no Brasil é importada, tendo por esse e outros fatores um preço mais elevado.

## Propriedades físico-químicas

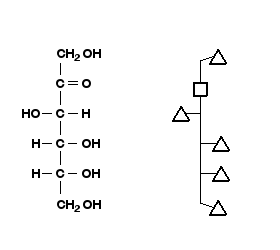
Estrutura da frutose mostrada utilizando projeção de Fischer, à esquerda, e modelo poligonal, à direita.

Assim como a glucose, a frutose também se apresenta em duas formas: cadeias abertas (acíclicas) e cadeias fechadas (hemiacetal).
Em solução aquosa, a forma tautomérica predominante é a β-D-frutopiranose (73% a 20 °C), seguida da forma β-D-frutofuranose (20%) .
Em forma cristalina, a análise de raio X mostra que a forma adotada é a β-D-frutopiranose em conformação "chaise 2C5".
A posição dos grupos hidroxila e carbonila, após a hidrólise, na composição de um monossacarídio, composto por seis átomos de carbono unidos em ligações covalentes simples, determina se ele dará origem a uma cetona ou um aldeído. A glicose quando hidrolisada, dará origem a aldeído, sendo chamada de aldohexose. A frutose, por sua vez, por conter um grupo carbonila no final da cadeia, quando hidrolisada, fornecerá cetona, sendo denominada cetohexose.

Figura 1: Relação entre os isômeros da frutose em forma acíclica e cíclica (hemiacetal)

### Reações

#### Frutose e fermentação
A frutose pode ser anaerobicamente fermentada por fungos ou por bacterias. A enzimas de fungos convertem açúcar (glicose ou frutose) a etanol e dióxido de carbono. O dióxido de carbono liberado durante a fermentação permanecerá dissolvido na água, onde alcançará o equilibro com o ácido carbônico, a não ser que a câmara de fermentação seja deixada aberta. O dióxido de carbono e o ácido carbônico produzirão a carbonação em bebidas fermentadas engarrafadas.

#### Frutose e a reação de Maillard
A frutose sofre a reação de Maillard, a combinação não enzimática com aminoácidos. Por ocorrer mais frequentemente em cadeia aberta do que a glicose, os estágios iniciais da reação de Maillard ocorre mais rapidamente do que com a glicose. No entanto, a frutose tem potencial de contribuir com a mudança na palatícia de alimentos e também no brilho excessivo, volume e ternura na fermentação de bolos e na formação de compostos mutagênicos.

#### Desidratação
A frutose é facilmente desidratada para formar hidroximetilfurfural. Esse processo, no futuro, pode trazer um sistema de baixo custo de produção de substituintes do petróleo e do diesel de plantas.

### Doçura
A razão principal pela qual a frutose é usada comercialmente em bebidas e frutas industrializadas, além de seu baixo custo, é a sua elevada característica adocicada. É considerado o composto mais doce entre os carboidratos que ocorrem naturalmente. É cerca de 1,7  vezes mais que a sacarose. Contudo, a doçura provém do anel de 6 átomos de carbono da frutose; o anel de 5 átomos de carbonos, formado pelo aquecimento da frutose, possui o mesmo sabor que o açúcar refinado comum. Desta forma, pode-se dizer que a doçura diminui com o aumento da temperatura do composto. Em contraponto, observou-se que a doçura absoluta da frutose varia de 5 a 50 °C e, portanto, a característica adocicada da sacarose não é devido à distribuição anomérica, mas a sua diminuição em temperaturas mais baixas.
O doce da frutose é percebido mais cedo que o da sacarose e da glicose e a sensação do sabor atinge um pico superior à da sacarose e diminui mais rapidamente. A frutose também pode realçar outros sabores no sistema.
A frutose exibe um efeito de sinergia de doçura quando usado em combinação a outros adoçantes. A característica adocicada de frutose misturada a sacarose, aspartame ou sacarina é considerada maior que a doçura calculada a partir dos componentes vistos individualmente.

### Solubilidade e cristalização
A frutose possui maior solubilidade que outros açúcares, assim como outros álcoois de açúcar. Portanto, é mais difícil de se cristalizar a partir de uma solução aquosa. As misturas de açúcar contendo frutose, como por exemplo os doces, são mais suaves que aquelas que contêm outros açúcares devido a sua maior solubilidade.

### Ponto de solidificação
A frutose tem um efeito maior na depressão do ponto de solidificação que os dissacarídeos ou os oligossacarídeos, o que pode proteger a integridade das paredes celulares dos frutos, reduzindo a formação de cristais de gelo. Porém, essa característica pode ser inconveniente em sobremesas de produtos lácteos suaves ou congelados.

### Funcionalidade de frutose e amido em sistemas alimentares
A frutose aumenta a viscosidade do amido mais rápido e diminui a temperatura necessária durante a sua gelatinização, causando uma viscosidade final mais elevada que a sacarose. Embora alguns adoçantes artificiais não sejam adequados para o cozimento doméstico, muitas receitas tradicionais usam frutose.
A frutose presente na dieta produz menor aumento na glicemia quando comparada a quantidades isocalóricas de sacarose e de amido, sendo essa uma vantagem da frutose como adoçante na dieta de diabéticos.

## A digestão e absorção da frutose em seres humanos
A frutose existe em alimentos tanto como monossacarídeo (frutose na forma livre) como dissacarídeo (sacarose). A frutose na forma livre é absorvida diretamente pelo intestino. Quando a frutose é consumida na forma de sacarose, é digerida e então absorvida como frutose. Conforme a sacarose entra em contato com a membrana do delgado, a enzima sucrase catalisa a clivagem da sacarose para produzir uma unidade de glicose e uma unidade de frutose, cada uma delas absorvida. Após a absorção, ele entra na veia porta hepática e é direcionado para o fígado.
O mecanismo de absorção de frutose no intestino delgado não é completamente compreendido. Algumas evidências sugerem transporte ativo, porque a absorção de frutose ocorreu contra um gradiente de concentração. No entanto, a maioria das pesquisas apoia a afirmação de que a absorção de frutose ocorre na membrana mucosa através de transporte facilitado envolvendo proteínas de transporte GLUT5. Uma vez que a concentração de frutose é maior no lúmen, a frutose é capaz de escoar um gradiente de concentração nos enterócitos, auxiliados por proteínas de transporte. A frutose pode ser transportada para fora do enterócito através da membrana basolateral por GLUT2 ou GLUT5, embora o transportador GLUT2 tenha uma maior capacidade de transporte de frutose e, portanto, a maioria da frutose é transportada para fora do enterócito através do GLUT2.

## Efeitos na saúde

### Digestão
A absorção de frutose ocorre no intestino delgado através do transportador GLUT-5 (somente frutose) e do transportador GLUT2, pelo qual concorre com glicose e galactose, as etapas no fígado ocorrem apenas quando o intestino delgado fica inundado. O excesso de consumo de frutose, a inibição de GLUT2 por outros fitoquímicos, como flavonóides, ou outros problemas podem resultar na entrega de frutose não absorvida no intestino grosso, o que causará maior quantidade de água no intestino grosso, por osmose, causando diarreia.
Além disso, o consumo excessivo de frutose é uma fonte de nutrientes para a flora intestinal e resulta em uma maior produção de ácidos gordos de cadeia curta, hidrogênio, dióxido de carbono e outros gases, devido à fermentação. Esse aumento de gás provoca efeitos colaterais gastrointestinais que são semelhantes à síndrome do intestino irritável.

### Ganho de peso
Em uma meta-análise de ensaios clínicos com alimentação controlada em que os sujeitos de teste foram alimentados com uma quantidade fixa de energia em vez de serem autorizados a escolher a quantidade que eles comiam, a frutose não era um fator independente para o ganho de peso. No entanto, o consumo de frutose foi associado ao aumento de peso quando a frutose forneceu calorias em excesso.
A frutose é muitas vezes recomendada para diabéticos porque não desencadeia a produção de insulina por células β pancreáticas, provavelmente porque as células β têm níveis baixos de GLUT5, embora o efeito líquido para ambos os diabéticos e não-diabéticos ainda sejam debatidos. A frutose tem um índice glicêmico abaixo de 19 ± 2, em comparação com 100 para a glicose e 68 ± 5 para a sacarose. A frutose também é 73% mais doce que a sacarose à temperatura ambiente, de modo que os diabéticos podem usar menos. Estudos mostram que a frutose consumida antes de uma refeição pode até diminuir a resposta glicêmica da refeição. Os produtos de alimentos e bebidas adoçados com fructose causam menos aumento nos níveis de glicose no sangue do que aqueles fabricados com sacarose ou glicose.

### Controle de apetite
Em comparação com o consumo de bebidas com alto teor de glicose, beber bebidas com alto teor de frutose nas refeições resulta em níveis mais baixos de circulação de insulina e leptina e maiores níveis de grelina após a refeição. Como a leptina e a insulina diminuem o apetite, e a grelina aumenta o apetite, alguns pesquisadores suspeitam que comer grandes quantidades de frutose aumenta a probabilidade de ganho de peso.